# Callopistria pryeri
Callopistria pryeri är en fjärilsart som beskrevs av Butler 1892. Callopistria pryeri ingår i släktet Callopistria och familjen nattflyn. Inga underarter finns listade i Catalogue of Life.